# Agrostis agrostidiformis
Agrostis agrostidiformis é uma espécie de gramínea do gênero Agrostis, pertencente à família Poaceae.